# Mountain (jeu vidéo)
Pour les articles homonymes, voir Mountain.
Mountain est un jeu vidéo de simulation créé par David OReilly, programmé par Damien Di Fede et édité par Double Fine Productions. Il est sorti en 2014 sur Windows, Mac, Linux, iOS et Android.

## Système de jeu

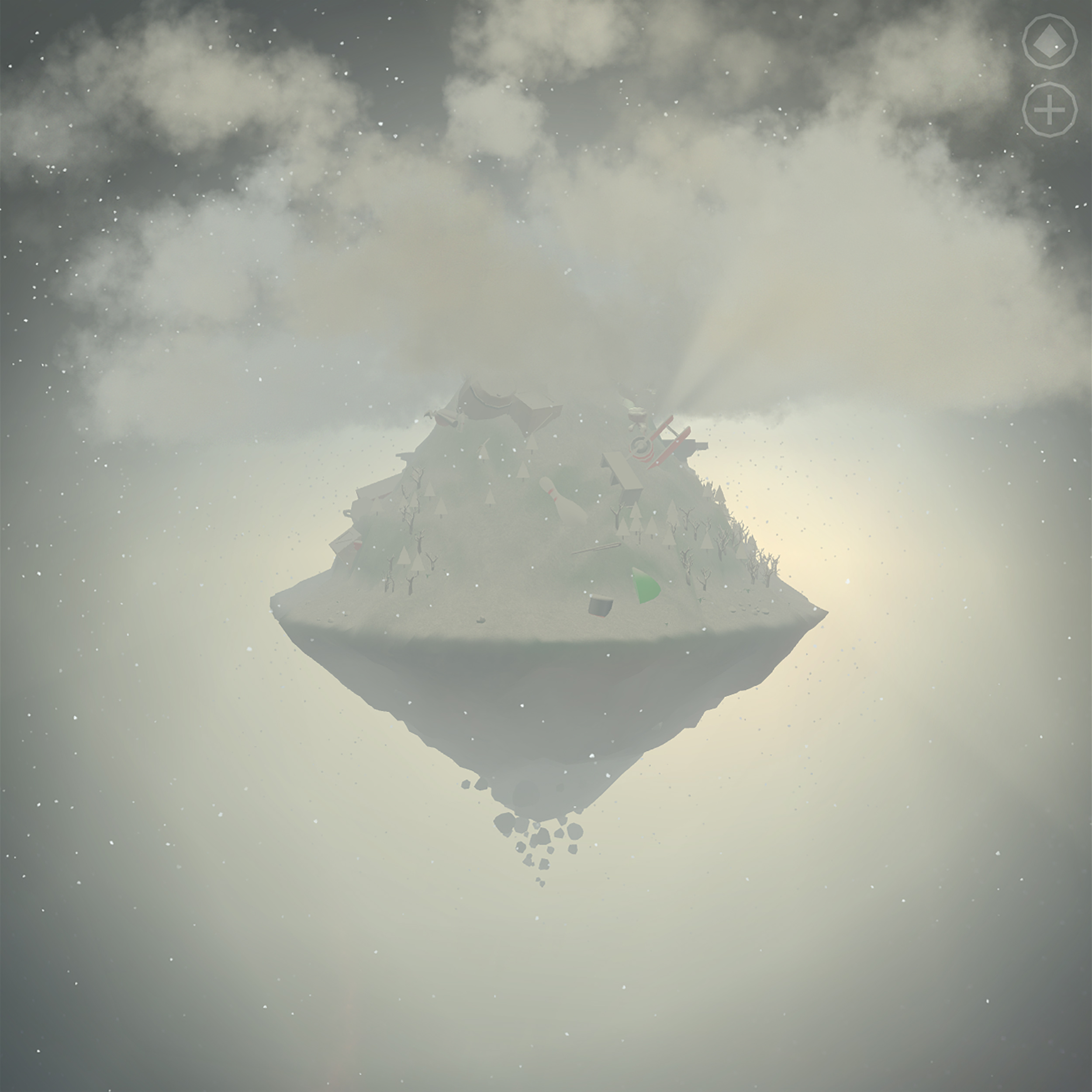
Capture d'écran (éloignée)

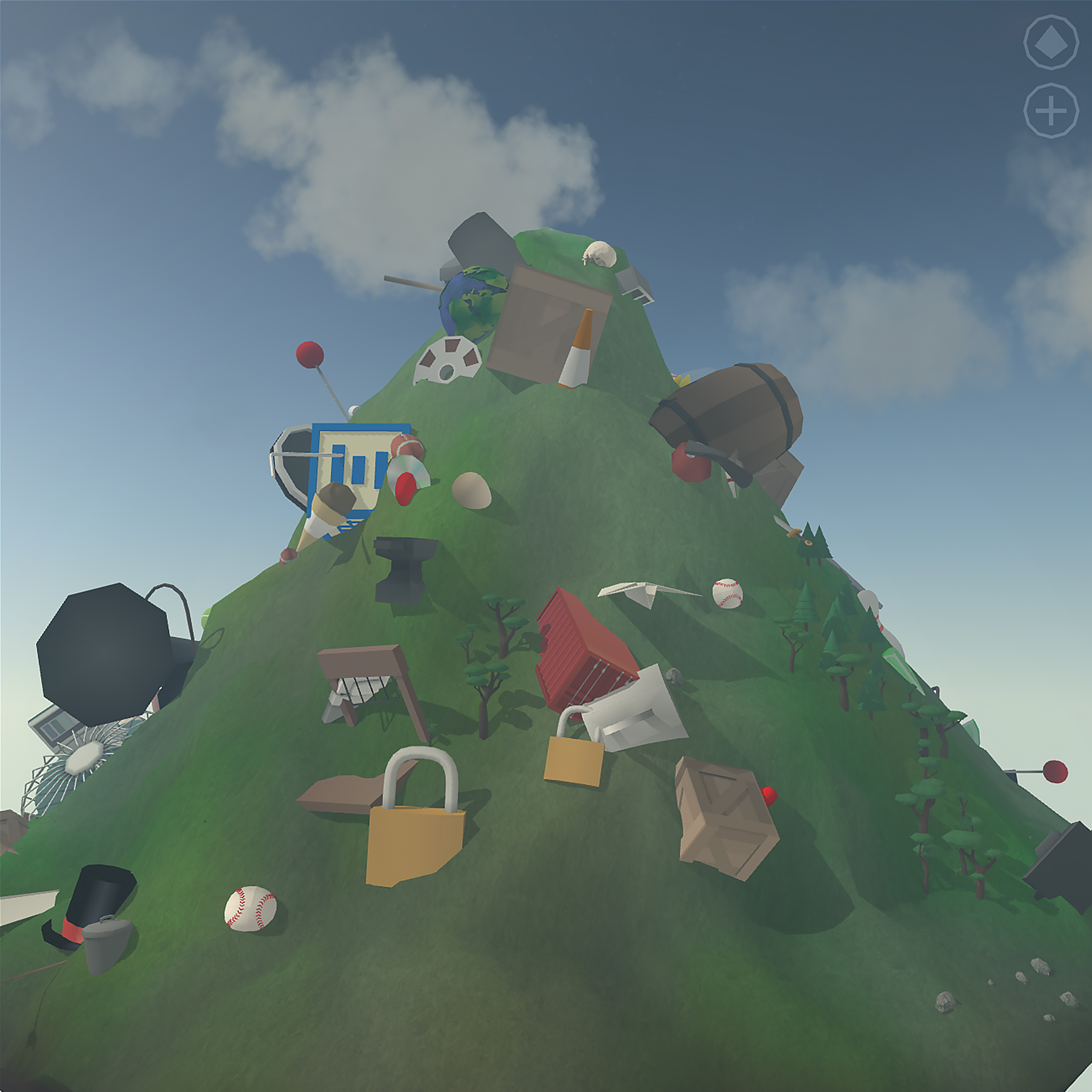
Capture d'écran (rapprochée)

Mountain est un jeu dans lequel le joueur doit tout d'abord représenter quelques-unes de ses pensées sous forme de dessin. Ensuite, une montagne unique en 3D se crée en fonction de ces dessins et évolue sous yeux. Par moments, cette montagne peut parler au joueur et des objets peuvent apparaître dessus. Il s'agit d'un jeu relaxation.
Canard PC le rapproche de Katamari Damacy (empilement d'objets) et du Tamagotchi (créature évoluant sous les yeux du joueur.

## Accueil
- Canard PC : « Est-ce que Mountain est un "vrai jeu" ? Est-ce une satire des jeux indés à message ? des jeux indés sans message ? »[1]
- Kill Screen : « On se pose des questions, mais Mountain répond peu. »[2]